# اگراهرا، چیکناواکانهالی
اگراهرا، چیکناواکانهالی (به انگلیسی: Agrahara, Chiknayakanhalli) یک منطقهٔ مسکونی در هند است که در کارناتاکا واقع شده‌است.